# Têtoffensiven
Têtoffensiven var ett skede i Vietnamkriget som inleddes under det vietnamesiska nyåret (Tết Nguyên Đán), den 31 januari 1968. Det pågick till den 23 september samma år.

## Offensiven
Nordvietnams armé (NVA) och FNL gjorde en massiv invasion av Sydvietnam och slog i början tillbaka sydvietnamesiska och amerikanska styrkor. Blodiga strider mellan parterna rasade i hela landet och städer som Huế, Da Nang, Quang Tri, Dac To, Nha Trang och Saigon blev hårt drabbade av striderna. Striderna i staden Huế blev de blodigaste under hela kriget, och över 1 500 nordvietnamesiska soldater, 500 sydvietnamesiska, 250 amerikanska trupper och tusentals civila dödades under striderna om staden. Ett FNL-kommando lyckades till och med storma den amerikanska ambassadens trädgård i Saigon. Têtoffensiven slogs så småningom tillbaka, och FNL befann sig nu för första gången, på mycket länge, på defensiven på grund av de stora förluster det åsamkats. Det skulle dröja innan NVA skulle kunna förnya sin attack.
Även om USA och Sydvietnam hade vunnit stora taktiska segrar som hade lamslagit FNL och skadat NVA innebar offensiven en stor motgång för USA. Under tre års tid hade den amerikanska regeringen uppgett att Nordvietnam och FNL var svaga och oorganiserade och att de stod nära en kollaps. Men det amerikanska folket fick nu en annan bild förmedlad via TV. Nordvietnam hade lyckats genomföra en massiv och välorganiserad attack och tillfogat amerikanerna svåra förluster. Detta ledde till en förtroendekris mellan folket och regeringen. Det visade att det regeringen och militären sade inte stämde. Den amerikanska befolkningen började tappa tro på att kriget kunde vinnas, många började tvivla på det moraliska i att föra kriget och hade börjat att tröttna på det ständigt stigande antalet omkomna amerikanska soldater. Många inom militären började också tvivla på seger efter rapporterna om NVA:s trupprörelse och förstärkningar vilket visade att Nordvietnam hade massiva reserver till hands och kunde ersätta deras dödade trupper betydligt lättare än vad amerikanarna kunde, efter endast ett par månader var NVA uppe i den styrkan de var i innan offensiven.
Ställd inför militärens krav på ökade truppinsatser och de allt högre politiska kostnaderna, förklarade dock den amerikanske presidenten Lyndon B. Johnson att han var beredd att inleda fredssamtal och att han inte hade några planer på att ställa upp för omval – antikrigsoppositionen hade blivit honom för stark. Johnson kunde inte längre framträda offentligt utan att mötas av en antikrigsdemonstration. "LBJ, how many kids did you kill today", "LBJ, hur många barn har du dödat idag", hördes i demonstrationer över hela USA. De amerikanska förlusterna började bli kännbara, över 40 000 man hade stupat fram till 1968.  
Lyndon B. Johnson efterträddes av Richard Nixon, Eisenhowers vicepresident, som under valkampanjen påstått sig ha en hemlig plan för att göra slut på kriget.

## Om offensiven i litteratur och media
Den vietnamesiska författaren Nhã Ca befann sig inför Tết-helgen i januari 1968 i Hué för att närvara vid den buddhistiska begravningen av sin far. Hon blev därmed strandsatt i stan vid den stora Tếtoffensiven. Hon beskrev de fasor hon upplevde under slaget om Hué i den dokumentära boken Giải khăn sô cho Huế ("Sorgeband för Hué), som publicerade på vietnamesiska 1969. Denna bok översattes till engelska under titeln Mourning headband for Hué. I Vietnam förbjöds den från 1975.